# Greg Davis
Gregory "Tarzan" Davis, Jr. (New Orleans, 25 september 1993) is een Amerikaans acteur.
Davis begon zijn carrière met theater, voordat hij naar Los Angeles verhuisde om zich te concentreren op zijn acteercarrière. Hij is afgestudeerd aan de Louisiana State University in Baton Rouge. In 2018 kreeg hij de rol van Coyote in de actie-dramafilm Top Gun: Maverick. In 2021 kreeg hij de terugkerende rol van Dr. Jordan Wright in de ziekenhuisserie Grey's Anatomy.